# Capraita thyamoides
Capraita thyamoides är en skalbaggsart som först beskrevs av George Robert Crotch 1873.  Capraita thyamoides ingår i släktet Capraita och familjen bladbaggar. Inga underarter finns listade i Catalogue of Life.